# Formel 1-VM 1976
Formel 1-VM 1976 hade 16 deltävlingar som kördes under perioden 25 januari-24 oktober. Förarmästerskapet vanns av britten James Hunt och konstruktörsmästerskapet av Ferrari.

## Vinnare
- Förare:  James Hunt, Storbritannien, McLaren-Ford
- Konstruktör:  Ferrari, Italien

## Grand Prix 1976
| Grand Prix                 | Datum        | Bana           | Vinnande förare | Vinnande tillverkare |   |
| -------------------------- | ------------ | -------------- | --------------- | -------------------- | - |
| Brasiliens Grand Prix      | 25 januari   | Interlagos     | Niki Lauda      | Ferrari              | * |
| Sydafrikas Grand Prix      | 6 mars       | Kyalami        | Niki Lauda      | Ferrari              | * |
| USA:s Grand Prix West      | 28 mars      | Long Beach     | Clay Regazzoni  | Ferrari              | * |
| Spaniens Grand Prix        | 2 maj        | Jarama         | James Hunt      | McLaren-Ford         | * |
| Belgiens Grand Prix        | 16 maj       | Zolder         | Niki Lauda      | Ferrari              | * |
| Monacos Grand Prix         | 30 maj       | Monte Carlo    | Niki Lauda      | Ferrari              | * |
| Sveriges Grand Prix        | 13 juni      | Anderstorp     | Jody Scheckter  | Tyrrell-Ford         | * |
| Frankrikes Grand Prix      | 4 juli       | Paul Ricard    | James Hunt      | McLaren-Ford         | * |
| Storbritanniens Grand Prix | 18 juli      | Brands Hatch   | Niki Lauda      | Ferrari              | * |
| Tysklands Grand Prix       | 1 augusti    | Nürburgring    | James Hunt      | McLaren-Ford         | * |
| Österrikes Grand Prix      | 15 augusti   | Österreichring | John Watson     | Penske-Ford          | * |
| Nederländernas Grand Prix  | 29 augusti   | Zandvoort      | James Hunt      | McLaren-Ford         | * |
| Italiens Grand Prix        | 12 september | Monza          | Ronnie Peterson | March-Ford           | * |
| Kanadas Grand Prix         | 3 oktober    | Mosport Park   | James Hunt      | McLaren-Ford         | * |
| USA:s Grand Prix East      | 10 oktober   | Watkins Glen   | James Hunt      | McLaren-Ford         | * |
| Japans Grand Prix          | 24 oktober   | Fuji           | Mario Andretti  | Lotus-Ford           | * |

## Grand Prix utanför VM 1976
| Grand Prix /Race          | Datum    | Bana         | Vinnande förare | Vinnande tillverkare |
| ------------------------- | -------- | ------------ | --------------- | -------------------- |
| Race of Champions         | 14 mars  | Brands Hatch | James Hunt      | McLaren-Ford         |
| BRDC International Trophy | 11 april | Silverstone  | James Hunt      | McLaren-Ford         |

## Stall, nummer och förare 1976
| Stall/Tillverkare                             | Nummer     | Förare                            |
| --------------------------------------------- | ---------- | --------------------------------- |
| Blignaut (Tyrrell-Ford)                       | 15         | Ian Scheckter, Sydafrika          |
| Boro-Ford                                     | 27, 37, 40 | Larry Perkins, Australien         |
| Brabham-Alfa Romeo                            | 7          | Carlos Reutemann, Argentina       |
| Brabham-Alfa Romeo                            | 7          | Larry Perkins, Australien         |
| Brabham-Alfa Romeo                            | 7, 77      | Rolf Stommelen, Tyskland          |
| Brabham-Alfa Romeo                            | 8          | Carlos Pace, Brasilien            |
| BRM                                           | 14         | Ian Ashley, Storbritannien        |
| BS Fabrications (Surtees-Ford)                | 38         | Henri Pescarolo, Frankrike        |
| Ensign-Ford                                   | 22         | Chris Amon, Nya Zeeland           |
| Ensign-Ford                                   | 22         | Patrick Nève, Belgien             |
| Ensign-Ford                                   | 22         | Hans Binder, Österrike            |
| Ensign-Ford                                   | 22         | Jacky Ickx, Belgien               |
| F&S Properties (Penske-Ford)                  | 39         | Boy Hayje, Nederländerna          |
| Ferrari                                       | 1          | Niki Lauda, Österrike             |
| Ferrari                                       | 2          | Clay Regazzoni, Schweiz           |
| Ferrari                                       | 35         | Carlos Reutemann, Argentina       |
| Fittipaldi-Ford                               | 30         | Emerson Fittipaldi, Brasilien     |
| Fittipaldi-Ford                               | 31         | Ingo Hoffman, Brasilien           |
| Heroes Racing Corporation (Tyrrell-Ford)      | 52         | Kazuyoshi Hoshino, Japan          |
| Hesketh-Ford                                  | 24         | Harald Ertl, Österrike            |
| Hesketh-Ford                                  | 25         | Guy Edwards, Storbritannien       |
| Hesketh-Ford                                  | 25         | Rolf Stommelen, Tyskland          |
| Hesketh-Ford                                  | 25         | Alex Ribeiro, Brasilien           |
| Kojima-Ford                                   | 51         | Masahiro Hasemi, Japan            |
| Ligier-Matra                                  | 26         | Jacques Laffite, Frankrike        |
| Lotus-Ford                                    | 5          | Ronnie Peterson, Sverige          |
| Lotus-Ford                                    | 5          | Bob Evans, Storbritannien         |
| Lotus-Ford                                    | 5, 6       | Mario Andretti, USA               |
| Lotus-Ford                                    | 6          | Gunnar Nilsson, Sverige           |
| Maki-Ford                                     | 54         | Tony Trimmer, Storbritannien      |
| Mapfre-Williams (Williams-Ford)               | 25         | Emilio Zapico, Spanien            |
| March-Ford                                    | 9          | Vittorio Brambilla, Italien       |
| March-Ford                                    | 10         | Lella Lombardi, Italien           |
| March-Ford                                    | 10         | Ronnie Peterson, Sverige          |
| March-Ford                                    | 34         | Hans-Joachim Stuck, Tyskland      |
| March-Ford                                    | 35         | Arturo Merzario Italien           |
| McLaren-Ford                                  | 11         | James Hunt, Storbritannien        |
| McLaren-Ford                                  | 12         | Jochen Mass, Tyskland             |
| OASC Racing Team (Tyrrell-Ford)               | 39         | Otto Stuppacher, Österrike        |
| Parnelli-Ford                                 | 27         | Mario Andretti, USA               |
| Penske-Ford                                   | 28         | John Watson, Storbritannien       |
| RAM (Brabham-Ford)                            | 32         | Loris Kessel, Schweiz             |
| RAM (Brabham-Ford)                            | 32         | Bob Evans, Storbritannien         |
| RAM (Brabham-Ford)                            | 32         | Rolf Stommelen, Tyskland          |
| RAM (Brabham-Ford)                            | 33         | Emilio de Villota, Spanien        |
| RAM (Brabham-Ford)                            | 33         | Patrick Nève, Belgien             |
| RAM (Brabham-Ford)                            | 33         | Jac Nelleman, Danmark             |
| RAM (Brabham-Ford)                            | 33         | Damien Magee, Storbritannien      |
| RAM (Brabham-Ford)                            | 33         | Lella Lombardi, Italien           |
| Scuderia Gulf Rondini (Tyrrell-Ford)          | 37, 39, 40 | Alessandro Pesenti-Rossi, Italien |
| Shadow-Ford                                   | 16         | Tom Pryce, Storbritannien         |
| Shadow-Ford                                   | 17         | Jean-Pierre Jarier, Frankrike     |
| Shellsport/Whiting (Surtees-Ford)             | 13         | Divina Galica, Storbritannien     |
| Sports Cars of Austria (March-Ford)           | 40         | Karl Oppitzhauser, Österrike      |
| Surtees-Ford                                  | 18         | Brett Lunger, USA                 |
| Surtees-Ford                                  | 18         | Conny Andersson, Sverige          |
| Surtees-Ford                                  | 18         | Noritake Takahara, Japan          |
| Surtees-Ford                                  | 19         | Alan Jones, Australien            |
| Team P R Reilly (Shadow-Ford)                 | 40         | Mike Wilds, Storbritannien        |
| Theodore (March-Ford)                         | 10         | Ronnie Peterson, Sverige          |
| Theodore (March-Ford)                         | 34         | Hans-Joachim Stuck, Tyskland      |
| Tyrrell-Ford                                  | 3          | Jody Scheckter, Sydafrika         |
| Tyrrell-Ford                                  | 4          | Patrick Depailler, Frankrike      |
| Williams (Wolf-Williams-Ford & Williams-Ford) | 20         | Jacky Ickx, Belgien               |
| Williams (Wolf-Williams-Ford & Williams-Ford) | 21         | Michel Leclère, Frankrike         |
| Williams (Wolf-Williams-Ford & Williams-Ford) | 21         | Renzo Zorzi, Italien              |
| Wolf-Williams-Ford                            | 20         | Jacky Ickx, Belgien               |
| Wolf-Williams-Ford                            | 20         | Arturo Merzario, Italien          |
| Wolf-Williams-Ford                            | 21         | Michel Leclère, Frankrike         |
| Wolf-Williams-Ford                            | 21         | Chris Amon, Nya Zeeland           |
| Wolf-Williams-Ford                            | 21         | Warwick Brown, Australien         |
| Wolf-Williams-Ford                            | 21         | Hans Binder, Österrike            |
| Wolf-Williams-Ford                            | 21         | Masami Kuwashima, Japan           |

## Slutställning förare 1976
| Placering | Förare             | Konstruktör                | Poäng |
| --------- | ------------------ | -------------------------- | ----- |
| 1         | James Hunt         | McLaren-Ford               | 69    |
| 2         | Niki Lauda         | Ferrari                    | 68    |
| 3         | Jody Scheckter     | Tyrrell-Ford               | 49    |
| 4         | Patrick Depailler  | Tyrrell-Ford               | 39    |
| 5         | Clay Regazzoni     | Ferrari                    | 31    |
| 6         | Mario Andretti     | Parnelli-Ford & Lotus-Ford | 22    |
| 7         | John Watson        | Penske-Ford                | 20    |
| 8         | Jacques Laffite    | Ligier-Matra               | 20    |
| 9         | Jochen Mass        | McLaren-Ford               | 19    |
| 10        | Gunnar Nilsson     | Lotus-Ford                 | 11    |
| 11        | Ronnie Peterson    | March-Ford                 | 10    |
| 12        | Tom Pryce          | Shadow-Ford                | 10    |
| 13        | Hans-Joachim Stuck | March-Ford                 | 8     |
| 14        | Carlos Pace        | Brabham-Alfa Romeo         | 7     |
| 15        | Alan Jones         | Surtees-Ford               | 7     |
| 16        | Carlos Reutemann   | Brabham-Alfa Romeo         | 3     |
| 17        | Emerson Fittipaldi | Fittipaldi-Ford            | 3     |
| 18        | Chris Amon         | Ensign-Ford                | 2     |
| 19        | Vittorio Brambilla | March-Ford                 | 1     |
| 20        | Rolf Stommelen     | Brabham-Alfa Romeo         | 1     |

## Slutställning konstruktörer 1976
| Placering | Konstruktör        | Poäng |
| --------- | ------------------ | ----- |
| 1         | Ferrari            | 83    |
| 2         | McLaren-Ford       | 74    |
| 3         | Tyrrell-Ford       | 71    |
| 4         | Lotus-Ford         | 29    |
| 5         | Penske-Ford        | 20    |
| =         | Ligier-Matra       | 20    |
| 7         | March-Ford         | 19    |
| 8         | Shadow-Ford        | 10    |
| 9         | Brabham-Alfa Romeo | 9     |
| 10        | Surtees-Ford       | 7     |
| 11        | Fittipaldi-Ford    | 3     |
| 12        | Ensign-Ford        | 2     |
| 13        | Parnelli-Ford      | 1     |
| 14        | Hesketh-Ford       | 0     |
| =         | Wolf-Williams-Ford | 0     |
| =         | Boro-Ford          | 0     |
| =         | Williams-Ford      | 0     |
| =         | Kojima-Ford        | 0     |
| =         | Brabham-Ford       | 0     |
| =         | BRM                | 0     |
| =         | Maki-Ford          | 0     |